# Groupe Mouvement pour la libération de Sao Tomé-et-Principe – Parti social-démocrate
Le groupe Mouvement pour la libération de Sao Tomé-et-Principe – Parti social-démocrate (MLSTP-PSD, Movimento de Libertação de São Tomé e Príncipe/Partido Social Democrata) est le groupe parlementaire constitué autour du parti homonyme à l'Assemblée nationale. Il est créé en mars 1991 à l'instauration de la IVe législature, mise en place après les premières élections multipartites.

## Effectifs
| Date          | Législature | Nombre de députés | Évolution | Leader                           |
| ------------- | ----------- | ----------------- | --------- | -------------------------------- |
| 1991          | IVe         | 21                | -         |                                  |
| 1994          | Ve          | 27                | 6         |                                  |
| 1998          | VIe         | 31                | 4         |                                  |
| 2002          | VIIe        | 24                | 7         |                                  |
| 2006          | VIIIe       | 20                | 4         |                                  |
| 2010          | IXe         | 21                | 1         | José da Graça Viegas Santiago    |
| 2014          | Xe          | 16                | 5         | Jorge Amado puis Arlindo Barbosa |
| mai 2018      | Xe          | 13                | 3         | Jorge Amado puis Arlindo Barbosa |
| novembre 2018 | XIe         | 23                | 10        | Amauro Couto                     |
| 2022          | XIIe        | 18                | 5         |                                  |

## Composition

### XIIelégislature(2022 -)
Liste des députés MLSTP-PSD à l'ouverture de la XIIe législature par districts :
- District d'Água Grande :
  - Jorge Bom Jesus
  - Osvaldo d’Abreu
  - Danilo dos Santos
  - Wuando Castro
  - José Maria de Barros
- District de Cantagalo :
  - Adlander Matos
  - Elakcio da Marta
- District de Caué :
  - Osvaldo João
- District de Lembá :
  - Arlindo Semedo
  - José Cardoso
- District de Lobata :
  - Filomena Monteiro
  - Osvaldo Vaz
  - Carlos Benguela
- District de Mé-Zóchi :
  - Gabdulo Quaresma
  - Guilherme dos Ramos
  - Raul Cardoso
  - Américo de Barros
- Région autonome de Principe :
  - Conceição Moreno

### XIelégislature(2018-2022)
- District d'Água Grande :
  - Osvaldo d'Abreu
  - Jorge Bom Jesus
  - Amaro Couto
  - Vinício de Pina
  - Elsa Pinto
  - Danilo dos Santos
- District de Cantagalo :
  - Elakcio da Marta
  - Helder dos Santos Joaquim
  - Manuel Vicente
- District de Caué :
  - Américo Pinto
- District de Lembá :
  - Arlindo Barbosa Semedo
  - Edson Martins Soares
  - Sebastião Pinheiro
- District de Lobata :
  - Filomena d'Alva
  - Carlos Benguela
  - Osvaldo Vaz
- District de Mé-Zóchi :
  - Américo de Barros
  - Deolindo da Mata
  - Maria das Neves
  - Guilherme Octaviano
  - António Quintas
- District de Pagué :
  - António Barros
  - Aérton Crisóstomo

### Xelégislature(2014-2018)
- Jorge Amado
- Arlindo Barbosa
- Aérton Crisóstomo
- Dionísio Fernandes Leopoldino
- Mohamed da Glória
- Vasco Guiva
- Vasco Gonçalves Guiva
- Marçal Lima
- Silvestre Moreno Mendes
- Maria das Neves
- Ana Rita
- Osvaldo Vaz
- Carmelita Taveira
- Deolindo Luís da Trindade da Mata
- José Viegas

Beatriz Azevedo, António et Domingos Monteiro quittent le groupe Mouvement pour la libération de Sao Tomé-et-Principe – Parti social-démocrate en mai 2018. Ils fondent ensuite leur propre parti, le Mouvement des citoyens indépendants – Parti socialiste .
Jorge Amado est suspendu de ses fonctions de président du groupe par la Commission politique nationale du parti le 3 mai 2018. Il est remplacé le jour même par Arlindo Barbosa.

### IXelégislature(2010-2014)
- José da Graça Viegas Santiago
- Aurélio Martins
- Deolindo da Mata
- Maria das Neves
- Alcino Pinto

### VIIIelégislature(2006-2010)
- José Maria Afonso Pereira
- Carlos Tiny
- José Alice Moreira
- Jorge Amado
- Arlindo Barbosa Semedo
- Rafael Branco
- Jayme José da Costa
- Rui Vera Cruz Pereira
- Homero Jerónimo Salvaterra
- Manuel Marçal Lima
- Manuel Martins Quaresma
- António Monteiro Fernandes
- Domingos Monteiro Fernandes
- José Nascimento Carvalho Rio
- Maria das Neves
- António Quintas do Espírito Santo
- Adelino Rodrigues Izidro
- Aleixo Sousa Pires
- Dionísio Dias
- Damião Vaz d'Almeida

### VIIelégislature(2002-2006)
- Jorge Amado
- Dionísio Dias
- Jayme José da Costa
- Arlindo Barbosa Semedo
- Adelino Rodrigues Izidro
- Alcino Pinto
- António Monteiro
- António Quintas E. Santo
- Carlos Alberto M. Dias da Graça
- Carlos Alberto Pinheiro
- Carlos Benguel
- Domingos Monteiro
- Eugénio Soares
- Fernanda Margato
- Filomena Monteiro
- Guilherme Posser
- Higino Will
- Izidro Machado
- João Paulo Cassandra
- José Maria Afonso Pereira
- Manuel José Gaspar
- Manuel Marçal Lima
- Nelson da Silva
- Raul Antonio Da Costa Cravid

### VIelégislature(1998-2002)
- Francisco Fortunato Pires

### Velégislature(1994-1998)
- Francisco Fortunato Pires